# Diaphanopsyche leucophaea
Diaphanopsyche leucophaea är en fjärilsart som beskrevs av Clench 1959. Diaphanopsyche leucophaea ingår i släktet Diaphanopsyche och familjen säckspinnare. Inga underarter finns listade i Catalogue of Life.